# 南山镇 (南平市)
南山镇，是中华人民共和国福建省南平市延平区下辖的一个乡镇级行政单位。

## 行政区划
南山镇下辖以下地区：
华兴街村、明前街村、长春街村、中山街村、坑仔源村、大坝村、凤池村、后埔村、吉溪村、村尾村、际丰村、东门村、坑桥村、前坑村、龙湾村、店口村、江边村、芹山村、后溪村、前村、明洋村、岩溪村、折竹村、江布村、桐坑村和局头村。